# Russell Targ

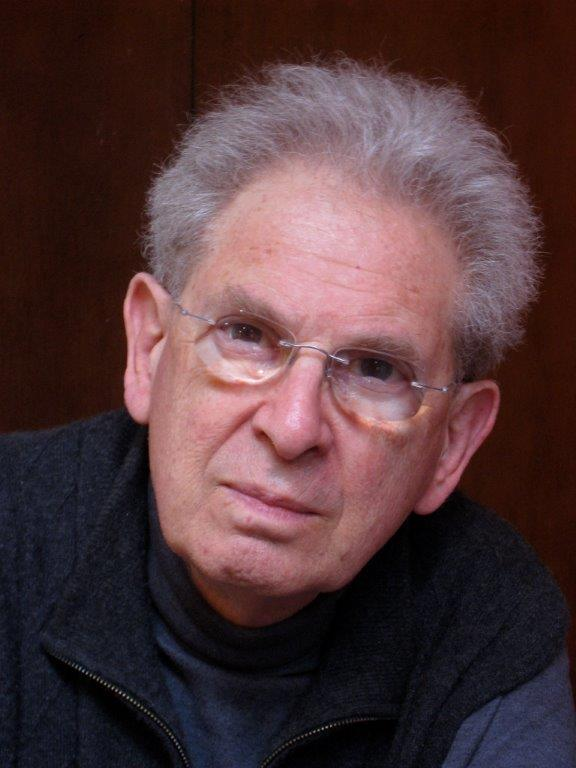
Russell Targ, 2014

Russell Targ (* 11. April 1934 in Chicago, Illinois) ist ein US-amerikanischer Physiker, Parapsychologe und Autor, der vor allem für seine Werke zu Fernwahrnehmung bekannt ist.

## Leben
Targ war ab 1972 im Stanford Research Institute tätig, wo er mit Harold E. Puthoff zu Parapsychologie forschte und sie zusammen den Begriff „remote viewing“, zu Deutsch Fernwahrnehmung, prägten. Später arbeitete er mit Puthoff für das Stargate Project der Defense Intelligence Agency, wo erforscht werden sollte, ob übernatürliche Kräfte für militärische Zwecke eingesetzt werden können. Targs Publikationen zu Fernwahrnehmung werden als pseudowissenschaftlich eingeordnet und wurden zudem für ihren Mangel an wissenschaftlicher Genauigkeit kritisiert.